# Christina Giazitzidou

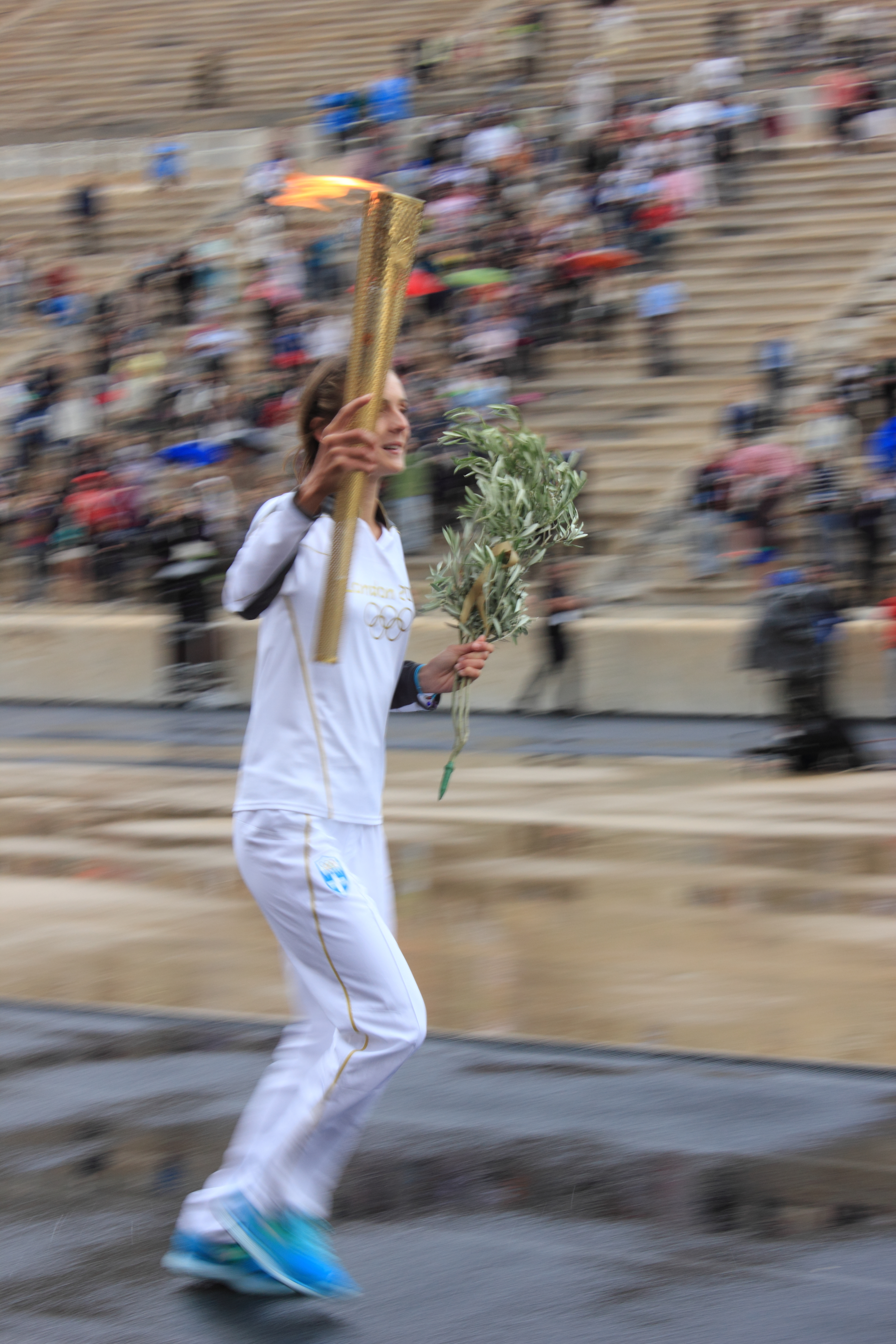
Christina Giazitzidou

Christina Giazitzidou (griechisch Χριστίνα Γιαζιτζίδου, * 12. Oktober 1989 in Kastoria) ist eine griechische Leichtgewichts-Ruderin. Sie gewann im Leichtgewichts-Doppelzweier von 2010 bis 2011 zwei U23-Weltmeistertitel mit Triantafyllia Kalampoka sowie zwei Weltmeistertitel und drei Europameistertitel mit Alexandra Tsiavou.
Ihre erste internationale Medaille gewann Giazitzidou bei den Junioren-Weltmeisterschaften 2007, als sie mit dem Doppelvierer den dritten Platz erreichte. 2008 erhielt sie zusammen mit Triantafyllia Kalampoka die Silbermedaille im Leichtgewichts-Doppelzweier bei der U23-Weltmeisterschaft. Bei den Europameisterschaften 2008 in Athen siegten im Leichtgewichts-Doppelzweier Chrysi Biskitzi und Alexandra Tsiavou; Kalampoka und Giazitzidou vertraten das Gastgeberland im gewichtsunabhängigen Doppelzweier und belegten den vierten Platz.
2009 erreichten Kalampoka und Giazitzidou bei zwei Weltcupregatten das Finale im Leichtgewichts-Doppelzweier und die beiden siegten bei den U23-Weltmeisterschaften 2009. Für die großen Meisterschaften setzten sich Christina Giazitzidou und Alexandra Tsiavou in den Leichtgewichts-Doppelzweier, die beiden gewannen die Weltmeisterschaften in Posen und die Europameisterschaften in Brest. Den Europameistertitel konnten die beiden 2010 in Montemor-o-Velho verteidigen, bei den Weltmeisterschaften in Neuseeland siegte das kanadische vor dem deutschen Boot, die beiden Griechinnen erhielten die Bronzemedaille. Außerdem gewannen Kalampoka und Giazitzidou den Titel bei den U23-Weltmeisterschaften 2010. 2011 traten wieder Kalampoka und Giazitzidou bei den Weltcupregatten an, bei den U23-Weltmeisterschaften gewannen die beiden ihren dritten Titel in Folge. Danach ruderten wieder Giazitzidou und Tsiavou gemeinsam und gewannen den Weltmeistertitel in Bled und den Europameistertitel in Plovdiv. Bei den Olympischen Spielen 2012 gewannen die beiden die Bronzemedaille hinter dem britischen und dem chinesischen Boot.